# منى العلي
منى عبد القادر العلي هي مخرجة سينمائية وفنانة تشكيلية شاركت في العديد من المعارض المحلية والدولية. 
وألفت العديد من الكتب التي ترجمت إلى لغات مختلفة. ومن أولى مجموعاتها القصصية هي "المرآة". برزت في عالم صناعة الأفلام والإخراج؛ لتصبح مخرجة سينمائية، حيث شاركت بالكثير من أعمالها في المهرجانات والعروض السينمائية، حاصدةً العديد من الجوائز المختلفة.

## نشأتها وتعليمها
ولدت منى العلي في دولة الإمارات العربية المتحدة. لم تكتفِ منى بشهادة البكالوريوس، بل أكملت تعليمها حتى نالت درجة الماجستير في إدارة الأعمال، بالتحديد في تخصص الإبداع وريادة الأعمال.

## المسيرة المهنية
منى العلي هي كاتبة ومخرجة سينمائية وفنانة تشكيلية. نالت أعمالها العديد من الإشادة والتميز، فهي تعمل على مزج أعمالها الأدبية والإخراجية بالفن البصري، لتنقل إلينا تحفاً فنية تمتاز بالإبداع والفن. تمتلك في مسيرتها نحو 100 لوحة، وفي رصيدها عدد من الأفلام القصيرة التي شاركت بها في مهرجانات دولية نالت على إثرها جوائز عديدة. ومن الناحية الأدبية، يوجد في رصيدها ثلاثة أعمال أدبية متميزة وهي المرآة، من النافذة، ومعزوفة الصماء، فهذه الكتب ساهمت في إبراز مكانتها الأدبية، ومنحتها وسام التميز، حيث يتجسد إبداعها من خلال التشكيل الأدبي الذي أصبح سمة مميزة في كتاباتها واستخدامها الرائع للغة وطريقة التعبير عن أدق التفاصيل.

## أبرز أعمالها المهنية
معزوفة الصماء هي أولى أعمال منى الروائية بعد مجموعتين قصصيتين، وتعد باكورة أعمالها الروائية، لتحصل بها على جائزة أفضل كتاب إماراتي في فئة الرواية الأولى ضمن جوائز معرض الشارقة الدولي للكتاب لعام 2023. وتتناول هذه الرواية قصة "ميرا" التي تحدث لها حادثة تتغير فيها رؤيتها للأمور من خلال رحلتها إلى قرية جدتها، حيث تجبرها على القيام ببعض الطقوس. وبالرغم من العناصر الواقعية التي تحملها الرواية، إلا أنها تحمل في طياتها العديد من الفنتازيا الغرائبية، والتي تثير فيها الأسئلة، بينما هي تكتشف ذاتها متنقلة في عالمها الجديد الذي تمزج فيه الحقيقة مع الخيال. وقد أكدت الكاتبة بأن "معزوفة الصماء" رواية تجعلك تغوص بعمق في أغوارك النفسية لتكتشف معزوفتك الخاصة التي لا يسمعها أحد غيرك.

## ما يميز كتابتها
كتابتها تتميز بالتشكيل الأدبي والذي أضحى سمة مائزة في كتاباتها ولغتها وطريقة تعبيرها عن أدق تفاصيل الذات بشكل لافت، حيث تأنس للمجاز والمهارة في إضفاء نوع من الرمزية على أعمالها بما يتناسب مع مضمون الفكرة والتي تعزز حبكتها الدرامية في نسيج الرواية المفعم ويثري قصتها بأبعاد إبداعية جديدة. أعمالها تسلط الضوء على التجارب الإنسانية، الاجتماعية والعواطف.

## أبرز أعمالها السينمائية
تألقت الفنانة التشكيلية والكاتبة السينمائية الإماراتية منى عبد القادر العلي من خلال فيلمها الصامت "كتمان". يتناول الفيلم مسألة الضغوط الحياتية الاجتماعية والتي يتعرض لها المرء في حياته الواقعية، من خلال صورة فنية تتمثل في إخراج هذه الضغوطات وتخزينها في قوارير مختلفة تحمل صرخات البطل، ليتمّ دفنها في الرمال حتى يتخلص منها، ظناً منه أنه هكذا خفف من قوة الضغط الذي يمر به. وما شجّع الكاتبة لعمل فيلم صامت هو الفن، فكونها فنانة تشكيلية، وظّفت التركيب الفوتوغرافي وهو جزء من التشكيل، فهي ترى أن في مزج فضاء الصورة والموسيقى رحابة أكثر من الكلمة، لأن الكلمات في بعض الأحيان محصورة بمعان محددة، وقد تشد انتباه أو وعي المتلقي، ولذلك تبحث عن فضاء أبعد من فضاء اللغة، وأوسع وأشمل.

## الجوائز والتكريمات
فازت منى العلي بجائزة أفضل كتاب إماراتي عن فئة الرواية الأولى ضمن جوائز معرض الشارقة الدولي للكتاب 2023.  واختارتها دائرة المالية في دبي، لتمثلها في تطبيق أجندة دبي للسعادة. لتصبح واحداً من 43 بطلاً للسعادة على مستوى الإمارة. ونال فيلم "كتمان" المستوحى من أحد مجموعتها القصصية، جائزة أفضل مخرجة بمهرجان دبي السينمائي. وهذا الفيلم يلقي الضوء على الضغوطات الحياتية التي يتعرض لها الإنسان يومياً، وصورت هذه الضغوطات من قِبَلِ شخصيات تسعى لتفريغ ما في نفسها بطرق متنوعة. وحازت منى، من بين مخرجين إمارتيين آخرين، على جائزة "المهر الإماراتي" في مهرجان دبي السينمائي الدولي للأفلام الروائية القصيرة عن فيلمها "دوربين." ويتمحور هذا الفيلم على قضية إنسانية وهي اختلاف منظور رؤية الناس للحياة.

## أقوالها
- "مشاركة النساء في مجال الأدب باب للتعبير عن قضايا وتحدّيات تخصّ المرأة والاطّلاع على وجهات نظر مغايرة"
- "نستخدم الفن والأدب والإخراج، كوسائل لطرح أفكار عميقة، وإثارة مواضيع إنسانية، وقضايا، محلية وعالمية، الأهم بالنسبة إلى كيفية توظيف هذه الوسائل بشكل جيّد"
- "يسعدني أن نجد أقلاماً نسائية إماراتية متمكنة تثبت وجودها بشكل كبير، في الفترة الأخيرة، ولكل منها قلم خاص بها تستخدمه للتعبير عن آرائها في كل القضايا الإنسانية والعالمية، ما يدّل على عمق اطلاعها وتفاعلها ورؤيتها."
- "نحن ننقل الواقع إمّا بواقعيته، وإما برمزيته، من خلال الصورة والمواضيع التي تتمّ مناقشتها ضمن مشاهد رسمت لتحكي قصصاً مؤثرة، تترك تساؤلات للمشاهد، ويحاول من خلالها فهم نفسه، أو الحياة."[5]
- "دوري في الكتابة وكمخرجة أفلام مترابط بشكل كبير، وأشعر بأنهما يعززان أي عمل أقوم به، فكل منها يقومان على فن السرد، وبالتالي في الكتابة أبني قصة بالسرديات والحوارات التي تجعل القارئ يشاهدها في مخيلته كفيلم وقد تكون أساساً لأفلام سينمائية، الكتابة جعلتني أستطيع إنشاء عوالم متغيرة وشخصيات متطورة من خلال الكلمة المكتوبة والغوص بعمق في جوانب الشخصيات، مما يجعلها أكثر قرباً وتأثيراً على الجمهور، أما بالنسبة لإخراج الأفلام فلدي فهم دقيق لفن السرد البصري والتكوين السينمائي، ما يساعدني في كتاباتي الأدبية لأنني أضيف الحس البصري من خلال تصوير الأحداث. وممارسة كل منهما تسمح لي بالنمو والتعلم باستمرار كفنانة بصرية أيضاً تقوم باستخدام كافة الوسائط الفنية المختلفة وتجربة أنماط سردية متنوعة تدفع حدود الإبداع، فأشعر بأن هذا التنوع الذي أمارسه يؤدي دائماً إلى الاستكشاف والنمو والتبصر لآفاق جديدة وتقنيات سردية مبتكرة تتضح في أعمالي."[4]